# Irène Räss
Irène Räss (* 30. November 1989) ist eine ehemalige Schweizer Unihockeyspielerin. Sie stand während ihrer Karriere den Red Ants Rychenberg Winterthur und den UH Red Lions Frauenfeld unter Vertrag.

## Karriere
Räss begann ihre Karriere beim UHC Jung Stammheim und wechselte später in den Nachwuchs der Red Ants. 2011 debütierte sie für die erste Mannschaft der Winterthurerinnen. Nach einer schwachen Saison 2014/15 verliess sie Rychenberg Winterthur am Ende der Saison in Richtung Nationalliga B.
Sie unterschrieb im Sommer 2015 bei den Red Lions Frauenfeld. Bereits in ihrer ersten Saison stieg sie mit den Red Lions in die Nationalliga A auf, wo sie in der Saison 2016/17 ihrer Skorerqualitäten zeigen konnte. Am 8. Mai 2017 gab der Verein bekannt, dass Räss auch in der Saison 2017/18 für den Verein auflaufen wird. Nach der Saison 2018/19 beendete Räss ihre Aktivkarriere.